# Alain Blondy
Pour les articles homonymes, voir Blondy.
Alain Blondy, né le 18 mai 1945 à Bordeaux, est un historien français spécialiste de l'ordre de Saint-Jean de Jérusalem, Rhodes et Malte, ainsi que du monde méditerranéen aux XVIe, XVIIe et XVIIIe siècles.

## Biographie

### Études
Après des études supérieures à la faculté des Lettres et Sciences humaines de Bordeaux, Alain Blondy travaille sous la direction du professeur André-Jean Tudesq, s'orientant vers l'histoire de la communication. Sa maîtrise sur la presse à Bordeaux sous Louis XVIII, puis sa thèse sur les ultraroyalistes bordelais s'inscrivent dans l'étude du rôle historique des médias dans les débuts de la diffusion des idées.

### Administration
Alain Blondy rejoint en 1972 l'équipe dirigée par le professeur Charles-Pierre Guillebeau et Pierre Dasté, chargée de la création de l'Office national d'information sur les enseignements et professions (ONISEP) que venait de décider Olivier Guichard, Ministre de l'éducation nationale. Chargé de mission, puis conseiller technique auprès du directeur, il contribue à la mise en place de l'information sur les débouchés des études et les possibilités d'insertion professionnelle des lycéens et étudiants.
En 1977, il entre au cabinet de Jacques Legendre, Secrétaire d'État chargé de la formation professionnelle, pour s'occuper plus spécialement des mesures destinées aux jeunes. Dans ce cadre, il fait notamment partie de la mission d'experts de l’OCDE dirigée par Shirley Williams sur les politiques de formation et d’insertion professionnelles des jeunes en République fédérale d’Allemagne (1979). Il coorganise en 1980, avec la Chambre de commerce franco-arabe le colloque d'Amman (Jordanie) sur les Transfert des savoirs et transfert de technologies.
En 1989, il devient chef de cabinet de l'administrateur provisoire de l'université Paris-IV et contribue à la mise en place des nouveaux statuts de l'université. De 1993 à 1998, il dirige le cabinet du recteur Jean-Pierre Poussou, président de la Sorbonne, avec la charge des affaires générales de cette université.

### Enseignement
À partir de 1973, Alain Blondy enseigne au CELSA (École des hautes études en sciences de l'information et de la communication – Celsa, université Paris IV -Sorbonne), où il obtient un poste titulaire en 1985. Il met en place un DEUG préprofessionnalisant et un magistère de communication. En 1995, il est élu professeur à la Sorbonne (Paris-IV).
Professeur invité à l’université de Tunis-I et à l'université de Chypre, chargé de cours aux collèges universitaires de Moscou et de Saint-Pétersbourg, il enseigne à l’université de Malte de 1998 à 2010.
De 1999 à 2003, il préside les jurys de concours d'entrée à l'École nationale supérieure de sécurité sociale. En 2013, il est élu professeur émérite et réélu en 2023.
Depuis 2006, il est membre du conseil d'administration et du conseil scientifique de la Société d'Histoire et du Patrimoine de l'Ordre de Malte.

### Recherches
Parallèlement, toujours intéressé par le mécanisme d'obsolescence des institutions et des idées, Alain Blondy centre principalement ses recherches sur les États méditerranéens : d'abord la république de Gênes puis Chypre et enfin l'ordre de Saint-Jean de Jérusalem qui est le sujet de son habilitation (1993)  L'ordre de Malte à l'épreuve des idées nouvelles 1740-1815, sous la direction du professeur Jean Tulard. À la Sorbonne, Alain Blondy travaille principalement sur Malte, l'ordre de Saint-Jean de Jérusalem et les États barbaresques (régence d'Alger, régence de Tunis et régence de Tripoli). Mais à côté de l’histoire du monde méditerranéen à l’époque moderne (XVIe siècle-début XIXe siècle), il reste attaché à l’histoire des idées et de la communication politiques dans le monde occidental à la même époque.

## Publications

### Ouvrages
- (en) Gallicanism and the Order of St John, Malte, PEG, 1992.  (ISBN 99909-51-01-2)
- Histoire de Chypre, Paris, PUF, Que sais-je ? no 1009, 1998, 128 p.  (ISBN 2-13-048605-3)[6]
- Guide des études en Europe : un atout pour l'emploi, en collaboration avec Roland Dhordain et Olivier Clodong, Paris, Éditions Organisation, 2001  (ISBN 2-7081-1675-4)
- L'ordre de Malte au XVIIIe siècle. Des dernières splendeurs à la ruine, Paris, Bouchène, 2002, 523 p.  (ISBN 2-912946-41-7)
- Bibliographie du monde méditerranéen. Relations et échanges (1453-1835), Paris, Presses de l’université de Paris-Sorbonne, 2003, 301 p.  (ISBN 2-84050-272-0)
- Hugues Loubens de Verdalle, 1531-1582-1595, cardinal et grand maître de l’ordre de Malte, préface de Jean Leclant, Paris, Bouchène, 2005, 224 p.  (ISBN 2-912946-96-4)
- Malte, 7000 ans d'histoire, Paris, Bouchène, 2011  (ISBN 978-2-35676-023-4)
- (en) Marc'Antonio Haxac and Malta's Devotion to St Paul, en collaboration avec John Azzopardi, Fondation de Malte, 2012  (ISBN 978-1-4716-4236-4)
- Chrétiens et Ottomans de Malte et d'ailleurs , Paris, Presses de l'université de Paris-Sorbonne, 2013  (ISBN 978-2-84050-866-3)
- Malte et Marseille au XVIIIe siècle, La Valette, Fondation de Malte, 2013  (ISBN 978-1-291-43546-7)[7].
- Nouvelle histoire des idées. Du sacré au politique, Paris, Perrin, 2016  (ISBN 978-2-262-04416-9)
- (en + fr) Tribute to Alain Blondy, ouvrage collectif, Fondation de Malte, 2017  (ISBN 978-0-244-65872-4)
- Le monde méditerranéen 15 000 ans d'histoire, Paris, Perrin, 2018  (ISBN 978-2-262-06556-0)[8]
- Paul Ier. La folie d'un tsar, Paris, Perrin, 2020  (ISBN 978-2-262-07877-5)
- Les Lawton. Une dynastie bordelaise du vin, préface de Jean-Pierre Poussou, Bordeaux, Le Festin, 2020  (ISBN 978-2-36062-262-7)
- Pirates, corsaires et flibustiers, Paris, Perrin, 2021  (ISBN 978-2-262-08751-7)
- Corsaires et pirates, Histoire & Civilisations n°84, 2022
- (it) Corsari, pirati e filibustieri. Tanti codici, un solo onore, traduit par Martina Cocchini et Valeria Pazzi, Firenze-Milano, Giunti, 2024  (ISBN 978-8-80997-4234)
- Marie-Caroline d'Autriche, reine de Naples et sœur de Marie-Antoinette, Paris, Perrin, 2025  (ISBN 978-2-262-10072-8)

### Publications de sources
- Froment de Champlagarde (Anne-Charles) Histoire abrégée de Tripoly de Barbarie (1794) et Suite de l'histoire de la Régence de Tripoly. Règne d'Aly Caramanly (1793), Paris, Bouchène, 2001.  (ISBN 2-912946-34-4)
- Parfum de Cour, gourmandise de rois. Le commerce des oranges entre Malte et la France au XVIIIe siècle, Paris, Bouchène/Fondation de Malte, 2003, 192 p.  (ISBN 2-912946-52-2)
- (en) Court Fragrance, Royal Greed : The Commerce of Oranges in the XVIIIth Century based on the correspondence between Joseph Savoye, a grocer in Paris, and his son, abbé Louis Savoye, conventual chaplain of the Order of Malta, translated from the French original by Alina Darmanin, Malte, Fondation de Malte, 2009, 247p.  (ISBN 999320613X)
- Des lettres de Malte. La correspondance de M. l’abbé Boyer (1738-1777), PIE-Pieter Lang, Paris, Direction des archives et de la documentation, Ministère des affaires étrangères, 2004, XXXIV-260 p.  (ISBN 90-5201-229-6)
- Lettres consulaires reçues de Chypre par le chargé d’affaires du Roi à Malte, Nicosie, Centre de recherche scientifique, LVI, 2007, 146 p.  (ISBN 978-9963-0-8103-5)
- Étienne Félix d'Henin de Cuvillers, Mémoire concernant le système de paix et de guerre que les Puissances européennes pratiquent à l’égard des régences barbaresques, 1787, introduit et présenté par Alain Blondy (p. 7-32), Paris, Bouchène, 2009, 108p.  (ISBN 978-2-35676-012-8)
- Les journaux de campagne de Jean-François de Villages, chevalier de Malte, 1765-1773, Paris, Bouchène, 2010.  (ISBN 978-2-35676-018-0)
- Usages et éthiquettes observées à la Cour du Grand Maître, au Conseil et à l'Église (1762), Paris, Honoré Champion, 2011.  (ISBN 978-2-7453-2121-3)
- Documents consulaires. Lettres reçues par le chargé d'affaires du Roi à Malte au XVIIIe siècle, 5 tomes (tome 1: vol. I à X  (ISBN 978-1-291-86301-7); tome 2: vol.XI à XV; tome 3: vol. XVI à XXV; tome 4: vol. XXVI à XXXV; tome 5: index  (ISBN 978-1-291-91109-1)), La Valette, Fondation de Malte, 2014

### Traductions et présentations
- Luigi Monga, Galères toscanes et corsaires barbaresques. Le journal d’Aurelio Scetti, galérien florentin (1565-1577). Traduction de l'italien et avant-propos par Alain Blondy, Paris, Bouchène, 2008, 208 p.  (ISBN 978-2-35676-001-2)
- Stephen Cleveland Blyth, Histoire de la guerre entre les États-Unis, Tripoli et les autres Puissances barbaresques à laquelle sont jointes une géographie historique et une histoire politique et religieuse des États barbaresques en général, 1805, traduit de l’anglais, présenté et annoté par Alain Blondy, Paris, Bouchène, 2009.  (ISBN 978-2-35676-010-4)
- Elizabeth Broughton, Six ans de résidence à Alger par Mrs Broughton (1806-1812), traduction de l'anglais, présentation et notes par Alain Blondy, Paris, Bouchène, 2011. (ISBN 978-2-35676-021-0)

#### Guides touristiques
- Malte, Paris, Arthaud, 1991, 235 p.  (ISBN 2-7003-0919-7)
- Grèce, préface de Michel Déon, Paris, Arthaud, 1994, 284 p.  (ISBN 2-7003-1035-7)
- Chypre, Paris, Arthaud, 1996, 283 p.  (ISBN 2-7003-1085-3)
- Malte, (2e édition), Paris, Arthaud, 1996, 278 p.  (ISBN 2-7003-1123-X)

## Distinctions
- Officier de la Légion d'honneur (2010)
- Officier de l'ordre national du Mérite de la République de Malte (1998)
- Commandeur de l'ordre des Palmes académiques (1994)
- Chevalier de l'ordre du Mérite agricole (1975)